# Майда (острів)

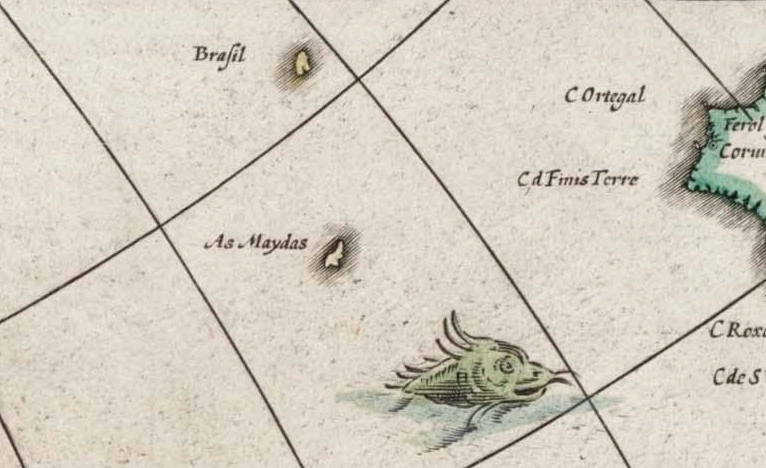

Майда (Mayda, відомий також як Maida, Mayd, Mayde, Brazir, Mam, Asmaida, Asmayda, Bentusle, Bolunda і Vlaanderen) — фантомний острів в Північній Атлантиці, в різний час показано на декількох опублікованих картах. Найчастіше був представлений у формі півмісяця, місце розташування варіювалося з часом в широких межах. Ранні карти поміщали острів на захід від Бретані і на південний захід від Ірландії, пізніше він змістився убік Америки (Ньюфаундленд, Бермудські острови, Вест-Індія). З'являвся на рельєфній карті Ренда Макнеллі ще в 1906 р.

## Історія
Острів уперше з'явився під назвою Бра зир (Brazir) на портолані братів Піццігано 1367-го р. Він мав форму півмісяця і розташовувався на південний захід від острова Бразиль, на одній широті з південною Бретанню.
Як Асмайдас (ісп. Asmaidas) він з'явився на карті Нового Світу, що супроводжувала вальдземюллерівське видання «Географії» Птолемея 1513-го р.
Абрагам Ортелій (у «Theatrum Orbis Terrarum») помістив острів у формі півмісяця на місце, куди зазвичай поміщали Майду, але назвав його «Vlaenderen».
Хоча в області, що відповідає Майді на ранніх картах (23 N 37 20 W type: isle 46°23′N 37°20′W / 46.383°N 37,333°W / 46.383; − 37.333, 20 фатомів глибини) була виявлена затоплена земля відповідної форми, це не обов'язково Майда.

## Поява на картах
- Карта братів Піццигано (1367 р.) як Brazir[7][3]
- Каталанський атлас (1375 р.) як Mam[8]
- Карта Пінеллі (1384 р.) як Jonzele/I.Onzele[8]
- Карта Дзуане Піццігано (1424 р.) як Ventura або Ymana.
- Карта світу Б’янко (1448 р.) як Bentusla[8]
- Карта Вальдземюллера (1513 р.) як Asmaidas[9]
- Карта Прюне (1553 р.) як Mayda[10]
- Карта Миколи (1560 р.) як I man orbolunda[5]
- Рельєфна карта Ренда Макнеллі (1906 р.)

## У популярній культурі
- Острів Майда є основним місцем дії у романі A Web of Air[en] Філіпа Ріва.

## Ресурси Інтернету
- Hamilton-Paterson, James (1992). The Great Deep. The Sea and its Thresholds. New York: Random House. ISBN 978-0-679-40596-2.
- Babcock, William Henry (1922). Legendary Islands of the Atlantic: A Study in Medieval Geography. Research Series. Т. Issue 8. American Geographical Society of New York. {{cite book}}: |volume= має зайвий текст (довідка)
- Ramsay, Raymond (1972). The Maybe of Mayda. No Longer on the Map. New York: Viking Press. ISBN 0-670-51433-0.